# Otto Wesendonck (Bildhauer)
Otto Wilhelm Wesendonck (* 25. Januar 1939 in Dinslaken) ist ein deutscher Bildhauer.
Er studierte von 1957 bis 1960 an der Folkwang Hochschule in Essen und anschließend bis 1967 an der Hochschule für bildende Künste (heute: Universität der Künste) in Berlin als Meisterschüler von Bernhard Heiliger.
Seine abstrakten, großformatigen Plastiken aus Bronze oder Edelstahl weisen organisch fließende Formen auf. Einige werden durch Wind oder Wasser bewegt. Sie sind meist im öffentlichen Raum ausgestellt.
1988 wurde ihm für seine künstlerische Arbeit das Bundesverdienstkreuz am Bande verliehen.
1999 erhielt er den Großen Kulturpreis der Sparkassen-Kulturstiftung Rheinland.
Wesendonck lebt seit 1968 in Waakirchen; die Gemeinde ernannte ihn 2015 zum Ehrenbürger.

## Werke (Auswahl)

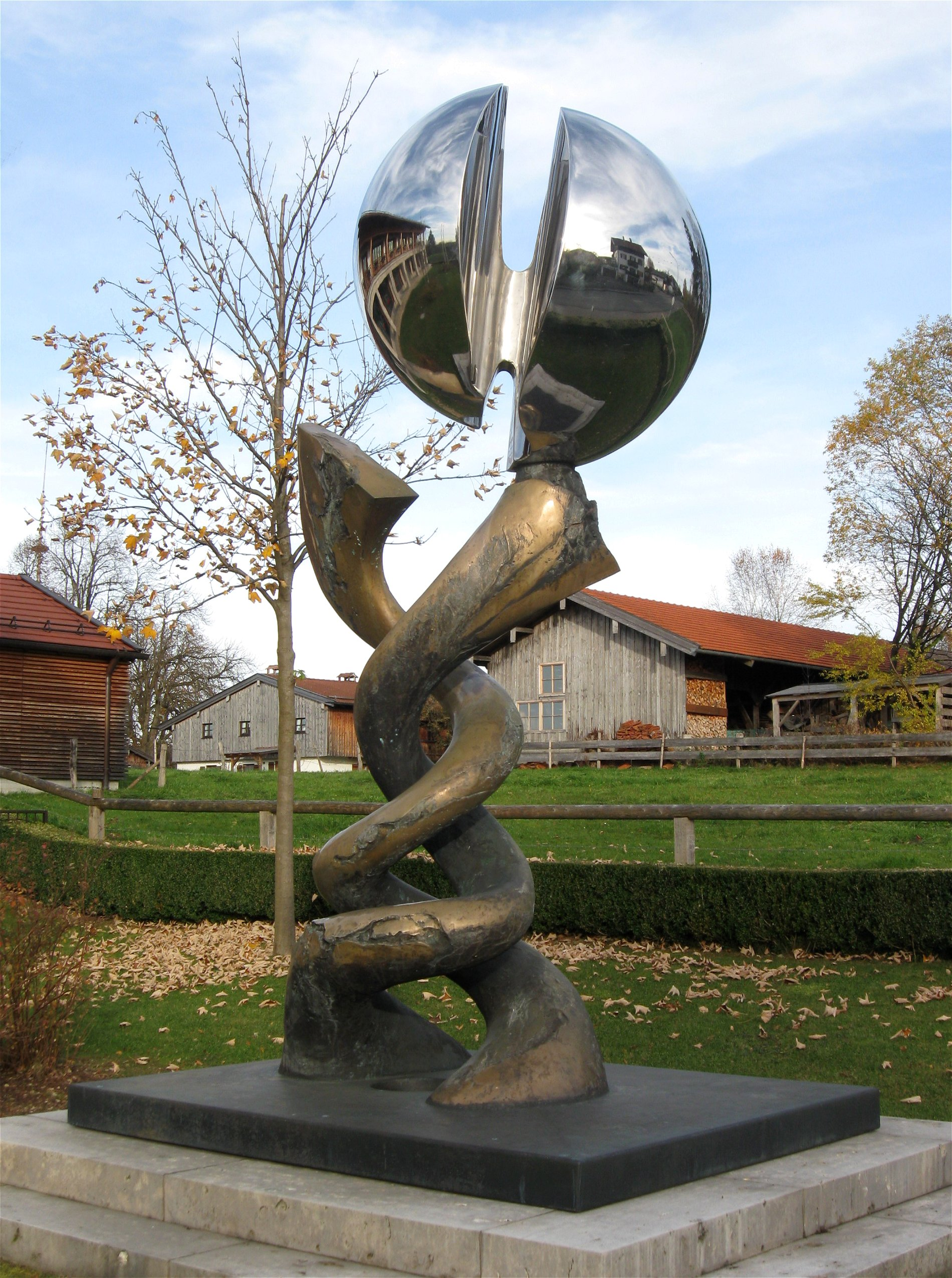
Weltenspiegel, 2005–2006, Waakirchen

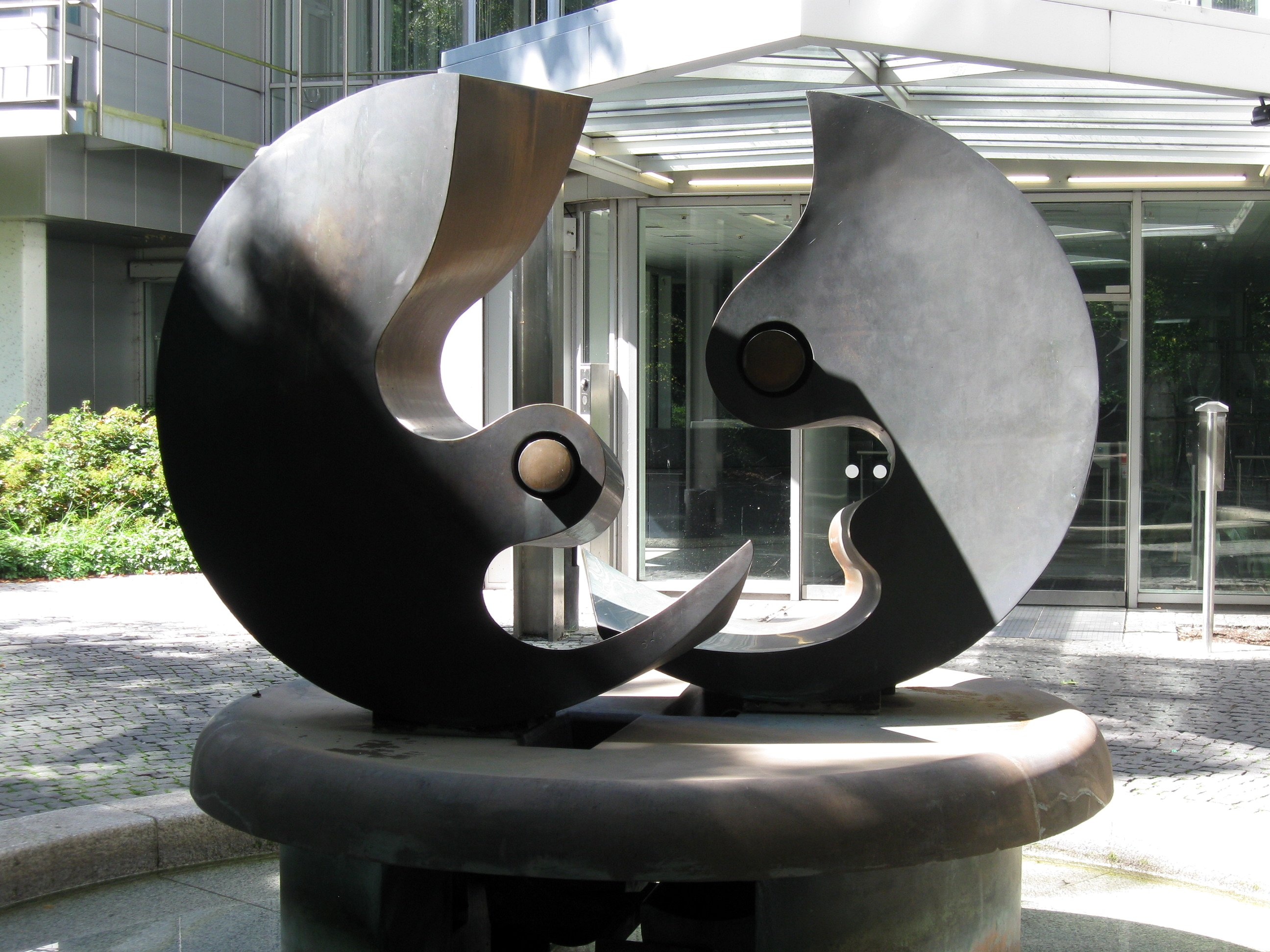
Ying-Yang-Brunnen, München

- 'Spiralzeichen 74', ZDF-Sendezentrum, Mainz
- 'Füllhornbrunnen', 1976, Bad Reichenhall
- 'Adamsapfel 78', Privatbesitz, München
- 'Skulpturen-Ensemble 79', Nürnberg
- 'Ying-Yang-Brunnen', 1985, Tucherpark, München
- 'Dialog 88', Heidelberg
- 'Vesituuli Brunnen 88', Helsinki
- 'Alpha im Wind 90', München
- 'Im Zwiegespräch 90', Oberhausen
- 'Weidener Wellen 91', Weiden in der Oberpfalz
- 'Waage der Justitia 91', Münster
- 'Rathausbrunnen 93', Eppelheim
- 'Kern und Schale 94', Schloss Krickenbeck
- 'Windmal 95', Schloss Krickenbeck
- 'Phönix 96', Oberhausen
- 'Balance der Kräfte 99', Düsseldorf
- 'Venus im Kreis 04', Pullach bei München
- 'Terza 05', Kreissparkasse Tegernsee
- 'Weltenspiegel 06', Kreissparkasse Waakirchen
- 'Quinta 07', Sinsheim
- 'Grabmal Ragnvi 10'. Waakirchen, Kirchfriedhof
- 'Ideenwndel 12'. Heidelberg
- 'Feuervogel im Spiegel von Helios 12/13', seit 2019 im Skulpturenpark Schliersee
- 'Stürzender 20', Privatbesitz